# Emmenomma joshuabelli
Emmenomma joshuabelli is een spinnensoort uit de familie Macrobunidae. De wetenschappelijke naam van de soort werd voor het eerst geldig gepubliceerd in 2015 door Almeida-Silva, Griswold en Brescovit.
De soort komt voor in Chili.